# Eileen Carron
Eileen Dupuch Carron, OMJ (Nassau, 13 de março de 1930) é uma advogada e editora de jornais em Bahamas.

## Biografia
Filha de Sir Étienne Dupuch e Lady Marie Dupuch, ela nasceu Eileen Dupuch em Nassau e foi alfabetizada no Queen's College e na St. Francis Xavier's Academy antes de ir para o exterior para estudar no St Francis' College em Hertfordshire, na Inglaterra.
Ela passou a receber um bacharelado em filosofia do St. Michael's College, Toronto, um mestrado em jornalismo da Columbia University Graduate School of Journalism em Nova Iorque, e estudou direito em Londres.
Ela foi casada com o falecido Roger Peter Carron, até sua morte em 2009.

## Carreira
Em 1962, Carron tornou-se editora assistente do jornal The Tribune em Nassau, o jornal fundado por seu avô, Leon Dupuch, e gerenciado por seu pai, Etienne. No mesmo ano, ela se tornou a segunda mulher chamada para o Bahamas Bar.
Ela foi reconhecida pelo International Press Institute por seu "compromisso sem fim com a imprensa livre e o mais alto padrão jornalístico".
Em 1972, tornou-se editora do The Tribune, tornando-se apenas a segunda editora feminina nas Bahamas. Em agosto de 2019, ela era, com 47 anos, gerenciadora e redatora mais antiga em Bahamas.
Em 1993, Carron tornou-se o primeiro CEO de uma estação de rádio privada, The People's Radio Station, 100 JAMZ.[carece de fontes?]

## Honrarias
Carron se tornou a primeira piloto feminina nas Bahamas durante seus vinte anos. Ela é a única bahamense a ter um editorial lido no registro do Senado dos Estados Unidos.
Em 2000, foi nomeada Companheira da Ordem de São Miguel e São Jorge.